# Дьяково (Вачский район)
Дья́ково — село в Вачском районе Нижегородской области. Входит в состав Казаковского сельсовета.

## География
Село расположено в 5 км на восток от райцентра посёлка Вача

## История
Сведения о Дьяковской церкви и приходе восходят только ко второй половине XVII века. В писцовых книгах 1676 года «приселок Дьяково на Кутренных верхах» значится в числе Государевых пашенных сел. В селе в то время была деревянная церковь во имя Страстотерпца Христова Георгия. Всего в приселке Дьякове было 17 дворов крестьянских. Дьяковский приход в то же время, как видно из окладных книг 1676 года, состоял из села Дьякова и деревни Сколкова, в котором было 10 дворов крестьянских. До 1806 года в Дьякове продолжала существовать деревянная церковь. В 1806 году началось строительство каменного храма, постройка была окончена и храм освящен во имя святого великомученика Георгия в 1810 году. В 1833 году трапеза этого храма была расширена и в ней был устроен придел в честь святого великомученика Димитрия Селунского. В 1896 году трапеза вновь расширяется с тем, чтобы устроить в ней ещё придел в честь иконы Божьей Матери — Скоропослушницы, так в церкви стало три престола. Приход состоял из села Дьякова и деревень: Олтунина, Сколкова, Сурского. В Дьякове имелась с 1886 году церковно-приходская школа, учащихся в 1896 году было 26.
В 1840—50-х годах Дьяково входило в состав владений князя Сергея Григорьевича Голицына.
В конце XIX — начале XX века село входило в состав Казаковской волости Муромского уезда Владимирской губернии. В 1859 году в селе числилось 42 двора, в 1905 году — 68 дворов.
С 1929 года село входило в состав Алтунинского сельсовета Вачского района Горьковского края.
С 28 августа 2009 года в составе Казаковского сельсовета.

## Население
| 1859 | 1905 | 1926 | 1999 | 2002 | 2010 |
| ---- | ---- | ---- | ---- | ---- | ---- |
| 274  | ↗426 | ↗448 | ↘97  | ↘89  | ↘43  |

## Достопримечательности
В селе расположена восстанавливаемая Церковь Георгия Победоносца (1810—1833)